# Frottola
Frottola var en populär italiensk sekulär sånggenre under sent 1400-tal och tidigt 1500-tal. Den var den viktigaste och mest utbredda föregångaren till madrigalen. Frottola hade sin höjdpunkt i perioden 1470-1530, efter vilken madrigalen ersatte genren.
Frottola är en generisk term och den har som väntat flera undergenrer, eftersom musikformen användes i hundra år och vidhöll sin oerhörda popularitet under åtminstone hälften av den tiden. Den mest typiska frottolan är skriven för tre eller fyra röster (fler längre fram i tiden), med melodin i den översta stämman; instrumentalt ackompanjemang kan ha förekommit. Sångtexten har som regel rimschemat ABBA för en ripresa (repris, ungefär refräng) och CDCDDA eller CDCDDEEA i dess stanza (strofen), men det förekommer många olika varianter. Troligen kommer den poetiska formen från 1300-talets ballata, men musiken är påverkad av förenklingen som börjar göra sig gällande under slutet av 1300-talet i andra genrer.
Musikaliskt sett undviker frottolan kontrapunktisk komplexitet. Den föredrar homofonisk textur, klara och upprepade rytmer, och ett smalt omfång på melodin. Det var inte bara en viktig föregångare till madrigalen, utan även till mycket annat i barockens musik såsom monodin eftersom den undviker ackordartat ackompanjemang, lägger melodin i den högsta stämman, och visar en första känsla för vad som senare skulle utvecklas till funktionell harmoni.
Mycket litet är känt om hur frottolan framfördes. Samtida noter är ibland skrivna för flera röster, med eller utan anvisningar för luta, enstaka gånger finns noter till ett klaverinstrument bevarade. Frottolan kan ha framförts som solosång till lutspel - med all säkerhet har Marchetto Cara framfört dem så vid Gonzagas hov, vilket framgår av hans berömmelse som lutist, sångare och kompositör av frottola. De kan ha framförts i andra slag av sättningar av röster och instrument också.
De mest berömda kompositörerna av frottola var Bartolomeo Tromboncino och Marchetto Cara, men några av de folkliga sekulära sångerna av Josquin (till exempel Scaramella och El Grillo) är frottola stilistiskt sett fastän de inte betecknats så av kompositören.
Vidare var frottolan en betydande influens till den franska chansonen, vilken också tenderade att vara en lättsam, dansbar och folklig musikform. Många franska kompositörer denna tid for till Italien, antingen för att arbeta i furstehov eller hos påven i Rom. Under tiden de var i Italien kom de i kontakt med frottolan och införde en del av vad de hörde i deras egna sekulära hemlands sånger.

## Kompositörer i urval
Tromboncino och Cara var mycket berömda, men ytterst litet är känt om de övriga kompositörerna av frottola. Många gånger är endast namnen bevarade på grund av att en utgivare av frottola, Petrucci, nämnde dem.
- Bartolomeo Tromboncino
- Marchetto Cara
- Filippo de Lurano
- Michele Pesenti
- Michele Vicentino
- Giovanni Brocco
- Antonio Caprioli
- Francesco d'Ana
- Lodovico Fogliano
- Giacomo Fogliano
- Erasmus Lapicida